# Fiat Stilo
Fiat Stilo — автомобиль класса С, выпускавшиеся итальянской компанией Fiat с 2001 по 2010 год. Первый раз автомобиль был представлен в Женеве в 2001 году. В начале производства автомобиль предлагался в исполнениях хетчбэк. В 2003 году была представлена версия с кузовом универсал, которая получила название Stilo MultiWagon.
В 2002 году занял 3 место в номинации Европейский автомобиль года.

## Комплектации
Автомобиль предлагался в следующих комплектациях:
- Actual
- Active
- Comfort
- Dynamic
- Abarth
- Uproad
- Sergio Tacchini
- Schumacher
- Schumacher GP (ограниченная версия для Великобритании, произведено 200 шт.

## Безопасность
Автомобиль получил рейтинг в 4 звезды на тесте Euro NCAP. При этом 4 звезды было получено за безопасность водителя, взрослого пассажира и пассажира-ребенка, в то время как безопасность пешехода была оценена лишь в 1 звезду.